# دهقان
دِهقان, دُهقان وجمعها دهاقِنة أو دهاقين، وتجمع في الفارسية (دهاقون) وهو دخيل فارسي أي لفظ معرب من اللغة الفارسية والدُّهقان هو التاجر أو زعيم المدينة ويقال دهقن فلان وتدهقن أي كَثُر ماله والدّهاقين هم تجّار المدينة وأهل الحظوة فيها أو كما يسمى في الوقت الراهن أصحاب الغرفة التجارية ورجال الأعمال. وفي أيام الخلافة الإسلامية كان للدهاقين شأن حيث أنهم من أكبر موارد الزكاة التي تذهب للفقراء لتحسن معيشتهم كما أنهم يعينون الدولة على إنشاء البنية الأساسية والمشاريع بفضل ثرائهم. ومن الدهاقين المعروفين في تاريخ الإسلام جابان وكانا دهقانا من دهاقي العراق، ووعده رستم بتوليلته أمور العراق إن حاز قصب السبق في الثورة على الخلافة الراشدة وفعلا ثار جابان لكنه كسر لاحقا في معركة النمارق وأسر قبل أن يفتدي نفسه بالحيلة.